# Cohors I Flavia Musulamiorum
Die Cohors I Flavia Musulamiorum (deutsch 1. Kohorte die Flavische der Musulamer) war eine römische Auxiliareinheit. Sie ist durch Militärdiplome und Inschriften belegt. In zwei Inschriften wird sie als Cohors I Musulamiorum bezeichnet.

## Namensbestandteile
- Cohors: Die Kohorte war eine Infanterieeinheit der Auxiliartruppen in der römischen Armee.

- I: Die römische Zahl steht für die Ordnungszahl die erste (lateinisch prima). Daher wird der Name dieser Militäreinheit als Cohors prima .. ausgesprochen.

- Flavia: die Flavische. Die Ehrenbezeichnung bezieht sich auf die flavischen Kaiser Vespasian, Titus oder Domitian.

- Musulamiorum: der Musulamer. Die Soldaten der Kohorte wurden bei Aufstellung der Einheit aus dem nordafrikanischen Volk der Musulamer auf dem Gebiet Numidiens rekrutiert.

Da es keine Hinweise auf die Namenszusätze milliaria (1000 Mann) und equitata (teilberitten) gibt, ist davon auszugehen, dass es sich um eine Cohors quingenaria peditata, eine reine Infanterie-Kohorte, handelt. Die Sollstärke der Einheit lag bei 480 Mann, bestehend aus 6 Centurien mit jeweils 80 Mann.

## Geschichte
Die Kohorte war in der Provinz Mauretania Caesariensis stationiert. Sie ist auf Militärdiplomen für die Jahre 107 bis 131 n. Chr. aufgeführt.
Die Einheit war vermutlich bereits im 1. Jhd. in Mauretania Caesariensis stationiert. Durch ein Diplom ist sie erstmals 107 nachgewiesen. In dem Diplom wird die Kohorte als Teil der Truppen (siehe Römische Streitkräfte in Mauretania) aufgeführt, die in der Provinz stationiert waren. Ein weiteres Diplom, das auf 131 datiert ist, belegt die Einheit in derselben Provinz.

## Standorte
Standorte der Kohorte sind nicht bekannt.

## Angehörige der Kohorte
Folgende Angehörige der Kohorte sind bekannt:

### Kommandeure
| - [?], ein Präfekt (CIL 14, 4467) - C(aius) Cornelius Flaccus, ein Präfekt (CIL 8, 4879) | - Iulius Ho[]: er wird auf dem Diplom von 131 als Kommandeur genannt. - Titus Tatinus Marianus, ein Präfekt (CIL 8, 8414) |

### Sonstige
| - []naius, ein Soldat (AE 1980, 971) | - Diurdanus, ein Fußsoldat: das Diplom von 131 wurde für ihn ausgestellt. |